# Gustaf Adolf Sellin
Pour les articles homonymes, voir Sellin.
Gustaf Adolf Sellin est un ancien spécialiste suédois du combiné nordique.

## Résultats
- Championnats du monde de ski nordique

| Épreuve / Édition | Lahti 1938 | Zakopane 1939 |
| Saut à ski        | 31e        |               |
| Combiné nordique  | 11e        | Argent        |
| Ski de fond 18 km |            | 28e           |